# Águia-cobreira-castanha
Circaetus cinereus, comummente conhecida como águia-cobreira-castanha, é uma espécie de ave de rapina da família dos Accipítrideos, caracterizada pela sua plumagem castanha e bico escuro. É capaz de orçar até 75 centímetros de comprimento e nutre-se mormente de répteis.

## Etimologia
Quanto ao nome científico desta espécie:
- O nome genérico, Circaetus , provém do grego antigo, tratando-se da aglutinação dos étimos  κίρκος (circos), que significa «falcão» e  ἀετός (aetos), que significa «águia».[5]
- O epíteto específico, Cinereus, provém do latim, cĭnĕrĕus, e significa «cinzento; relativo ou da coloração das cinzas».[6]

## Distribuição
Esta espécie pode encontra-se nos seguintes países: Angola, Benin, Botswana, Burkina Faso, Burundi, Camarões, República Centro-Africana, Chade, República Democrática do Congo, Costa do Marfim, Eritreia, Etiópia, Gambia, Gana, Guiné, Guiné-Bissau, Quénia, Libéria, Malawi, Mali, Mauritânia, Moçambique, Namíbia, Níger, Nigéria, Ruanda, Senegal, Serra Leoa, Somália, África do Sul, Sudão, Essuatíni, Tanzânia, Togo, Uganda, Zâmbia e Zimbabwe.